# Boaventura de Sousa Santos
Boaventura de Sousa Santos (Coímbra, 15 de noviembre de 1940) es doctor en Sociología del derecho por la Universidad de Yale y catedrático, ya jubilado, de Sociología en la Universidad de Coímbra. Es director emérito del Centro de Estudios Sociales y del Centro de Documentación 25 de abril de esa misma universidad; además, profesor distinguido del Institute for Legal Studies de la Universidad de Wisconsin-Madison.
Se le considera un intelectual con reconocimiento internacional en el área de ciencias sociales, popular en Brasil por su participación en varias ediciones del Foro Social Mundial. Ha publicado trabajos sobre la globalización, sociología del derecho, epistemología, democracia y derechos humanos. Sus obras se tradujeron al español, inglés, italiano, francés, alemán, chino, coreano, danés, rumano y polaco. El 25 de noviembre de 2019 se le otorgó el título de doctor honoris causa de la Universidad de Costa Rica. 
En 2023 fue acusado de abuso sexual en el libro "Conducta sexual inapropiada en la academia" sobre acoso sexual. El Centro de Estudios Sociales de la Universidad de Coimbra acepta la autosuspensión, pedida por Boaventura, de todos los cargos hasta que concluya el proceso de investigación. Los hechos denunciados corresponden a situaciones entre 2011  y 2019.

## Carrera
Boaventura de Sousa Santos obtuvo su licenciatura en la Universidad de Coimbra en 1963, después de lo cual fue a Berlín para un curso de posgrado en jurisprudencia. Continuó para obtener un doctorado en sociología del derecho en la Universidad Yale a fines de los años sesenta. Mientras continuaba sus estudios, estuvo expuesto a la ideología política en los Estados Unidos de América de aquel entonces. En medio del Movimiento por los Derechos Civiles, la radicalización de los afroamericanos en el movimiento del Poder Negro, la resistencia a la guerra de Vietnam y la primera huelga estudiantil en Yale. Santos tomó clases con John Niemeyer Findlay y participó en grupos de estudio para leer y comentar sobre Das Kapital.
Luego de doctorarse, el profesor Santos regresó a su ciudad natal de Coímbra, donde trabajó brevemente como profesor en la Facultad de Derecho. En 1978 fundó el Centro de Estudios Sociales de la Universidad de Coímbra. A mediados de la década de 1980, comenzó a adoptar el papel de un investigador cuya comprensión del mundo se extendía más allá de la visión occidental del mundo. Por ello, ha participado en investigaciones en Brasil, Cabo Verde, Macao, Mozambique, Sudáfrica, Colombia, Bolivia, Ecuador y la India. Ha viajado mucho, impartiendo clases y conferencias, al tiempo que amplía su gama de experiencias de aprendizaje en el proceso.
Defensor de la idea de que unos movimientos sociales y cívicos fuertes son esenciales para el control democrático de la sociedad y el establecimiento de formas de democracia participativa, fue inspirador y miembro fundador en 1996 de la Asociación Cívica Pro Urbe (Coímbra).
También fue una de las fuerzas impulsoras detrás del Foro Social Mundial, cuyo espíritu considera esencial para sus estudios de globalización contrahegemónica y para promover la lucha por la justicia cognitiva global, un concepto subyacente de "Epistemologías del Sur".
Su proyecto más reciente, ALICE: llevando a Europa a una nueva forma de compartir las experiencias del mundo (Leading Europe to a New Way of Sharing the World Experiences) está financiado por una Subvención Avanzada del Consejo Europeo de Investigación (ERC). El proyecto se inició en julio de 2011 y permitió reunir un equipo de jóvenes investigadores de diferentes países y antecedentes académicos comprometidos con el desarrollo colectivo de las líneas de investigación que surgieron de las premisas epistemológicas, teórico-analíticas y metodológicas de su trabajo. La idea principal que subyace a ALICE es crear un concepto descentralizado del sur antiimperial en el que África y Asia también encuentren su lugar en una conversación más amplia y más liberadora de la humanidad.

## Pensamiento

### Descolonizar el saber
Sus escritos se dedican al desarrollo de una Sociología de las Emergencias, que según él pretende valorizar las más variadas gamas de experiencias humanas, contraponiéndose a una "Sociología de las Ausencias", responsable del desperdicio de la experiencia. Es partidario de lo que llama una "descolonización del saber" y una "ecología del saber" contra el "pensamiento abismal" separado de las realidades concretas. Una herencia contractualista bien marcada en sus obras y sus textos se entremezcla con una organización de contratos sociales que sean verdaderamente capaces de representar valores universales.
A mediados de la década de 1980, comenzó a adoptar estructuralmente el papel de un investigador cuya comprensión del mundo se extendía más allá de la comprensión occidental del mundo. Boaventura de Sousa Santos cree en la importancia de los científicos sociales que luchan por la objetividad y no por la neutralidad.
Su trayectoria reciente está marcada por la cercanía con los movimientos organizadores y participativos del Foro Social Mundial y por su participación coordinando la elaboración de una obra colectiva de investigación llamada: "Reinventar la Emancipación Social: Para Nuevos Manifiestos". 

### Hacia una sociología jurídica crítica
El profesor Sousa Santos ha estado involucrado en un auténtico proceso de descubrimiento del marxismo. Aunque reconoció los límites del marxismo, ha descrito más recientemente al marxismo como un "descubrimiento continuo". Mientras estuvo en Berlín, se vio inmerso en una comunidad universitaria que generó valores democráticos, aunque en el contexto de la Guerra Fría. Estar en Berlín también le permitió la experiencia del marcado contraste entre la influencia comunista en el este de Alemania y la ideología democrática liberal en Alemania occidental.
Su tesis doctoral no solo ha sido considerada un hito en la Sociología del derecho, sino que también ha impactado mucho su vida. En 1970 viajó a Brasil para realizar trabajos de campo para su tesis doctoral, centrada en la organización social de la construcción de la legalidad paralela en las comunidades ilegales, las favelas o los asentamientos ilegales. Su trabajo de campo se basó en la observación participante, que duró varios meses, en un barrio pobre de Río de Janeiro donde experimentó de primera mano la lucha de los excluidos contra la opresión, y donde aprendió de la sabiduría de hombres y mujeres que luchan por la subsistencia y por el reconocimiento de su dignidad.
Este proyecto se continúa a lo largo de su carrera, en libros como Sociología jurídica crítica: para un nuevo sentido común en el derecho (2009) y, más recientemente, Las bifurcaciones del orden: Revolución, ciudad, campo e indignación (2018), entre otros.

### Epistemologías del Sur
Un eje central de la obra de Boaventura de Sousa Santos son las "Epistemologías del Sur", concepto que formuló en un discurso pronunciado justo antes del Foro Social Mundial de 2011 en Dakar (Senegal). El mismo, piedra angular de su trabajo, hace alusión a la destrucción, menosprecio e invisibilización de conocimientos y saberes que se ha producido durante los dos últimos siglos por parte de los sistemas eurocéntricos dominantes.
Así, su marco de trabajo pone de relieve la interconexión entre esas hegemonías y conceptos como el capitalismo, colonialismo y patriarcado que no han hecho más que acrecentar la desigualdad universal. En concreto, subraya que sin reconocer y valorar las diversas formas de conocimiento existentes en el mundo y escuchar a las clases y grupos sociales que han sufrido de manera sistémica la discriminación y opresión causadas por el capitalismo y colonialismo no es posible alcanzar la justicia social. Únicamente impulsando alianzas interculturales de conocimiento y lucha contra la opresión considera que será factible lograr una sociedad global más justa e inclusiva.
Sin embargo, a través de su obra Boaventura de Sousa Santos quiere incluir un importante matiz para comprender las Epistemiologías del Sur y es que por Sur (“territorio silenciado”) no debe comprenderse únicamente al territorio que queda geográficamente por debajo de Europa y Norteamérica. También existe el Sur en el Norte, pues existen grupos marginados y oprimidos en Europa y Norteamérica. Del mismo modo, existe un Norte en el Sur, como son las élites locales que se benefician del capitalismo global.
Además de lo anterior, y para comprender el trabajo que desarrolla, en las Epistemiologías del Sur subyacen tres ideas clave: la comprensión del mundo es mucho más amplia que la comprensión occidental del mundo y la interpretación eurocéntrica del mismo; no es posible que exista justicia social global sin justicia cognitiva global; la diversidad del mundo es infinita y la transformación social para acabar con la desigualdad y la opresión únicamente puede lograrse reconociendo y valorando las diversas formas de actuación, pensamiento y relación interculturales que se producen en el Sur global.
Así pues, para las Epistemologías del Sur, el universalismo europeo es un particularismo que a través de formas de poder, a menudo militares, consiguió transformar todas las demás culturas en particulares, quitándoles poder. Por tanto, el pensamiento hegemónico occidental ha sido responsable de un epistemicidio masivo o, lo que es lo mismo, de la destrucción y desempoderamiento de las sociedades del Sur Global, a las que se ha hecho incapaces de representar el mundo como propio y de creer que el mismo podía ser cambiado por su propio poder y para sus propios fines
Por todo ello, el objetivo de las Epistemologías del Sur es la concienciación acerca de las infinitas posibilidades de repensar el mundo a partir del reconocimiento de saberes y prácticas del Sur Global para poder solventar los desafíos de este siglo y hacer frente a las amenazas a la democracia, el derecho y la dignidad humana.

## Denuncias por acoso sexual y abuso moral
En 2023, el sociólogo Boaventura de Sousa Santos, de 82 años, director emérito del Centro de Estudos Sociais (CES), una unidad de investigación en sociología perteneciente a la Universidad de Coimbra, fue implicado en un artículo por sospecha de acoso sexual y moral. Los presuntos casos fueron denunciados en una publicación de tres exinvestigadoras del Centro de Estudios Sociales (CES). Las investigadoras Lieselotte Viaene, Catarina Laranjeiro y Miye Nadya Tom -una belga, una portuguesa y una norteamericana- son las autoras del artículo donde, a pesar de no revelar nombres, se investiga el caso que tuvo como figura central al “Profesor Estrela” (Profesor Estrella), la cual comenzó a relacionarse con Boaventura de Sousa Santos, fundador y ex director hasta 2019 del Centro de Estudios Sociales de la Universidad de Coimbra. En el artículo “Las paredes hablaron cuando nadie más lo haría”, que forma parte del libro “Conducta sexual inapropiada en la academia”, las tres investigadoras señalan tres figuras centrales: el “Profesor Estrela”, el “ Aprendiz” y un “Observador”.
Según la interpretación que se ha realizado del artículo, Boaventura de Sousa Santos tendría el nombre en clave de “Profesor Estrela” y el profesor y co-coordinador de un programa de doctorado, Bruno Sena Martins, es llamado el “Aprendiz”. 
Contactado por Diário de Notícias, Boaventura de Sousa Santos se reconoció en la descripción de las exalumnas, pero negó todas las acusaciones de mala conducta y afirmó que está siendo víctima. Según el académico, nunca conoció a dos de las coautoras, Catarina Laranjeiro y Miye Nadya Tom. Sousa Santos dijo reconocer a la autora principal, Lieselotte Viaene (antropóloga belga con un doctorado en derecho de la Universidad de Gante, 2011; profesora del Departamento de Ciencias Sociales de la Universidad Carlos III de Madrid cuyo primer título académico fue en criminología), de dos sesiones, parte de un proceso disciplinario iniciado por el director Ejecutivo del CES mientras se encontraba allí. Este proceso disciplinario no fue concluido, pues el contrato de Liselotte llegó al final de 2018 y CES decidió no renovarlo, una medida totalmente excepcional. Con ello, el proceso disciplinario perdió sentido. Cuando ella solicitó presentar un proyecto al European Resarch council a través del CES, éste lo rehusó debido a su comportamiento irregular. Sousa Santos señala este caso como la principal motivación de las acusaciones, calificándolas como un “despreciable acto de venganza institucional y personal”, afirmando que presentará una denuncia penal por difamación contra las tres autores del artículo.
Además, ha habido algunas personas dentro de la Academia que han criticado el procedimiento del propio artículo. Un ejemplo es el de las profesoras de la Universidad de Sevilla y de la Pablo Olavide, Ángeles Castaño y Elodia Hernández, también impulsoras de la Red Ibérica de las Epistemologías del Sur, que elaboran un artículo de opinión en abril en el que cuestionan las acusaciones existentes y califican el texto de no cumplir ninguna metodología etnográfica, describiendo la justificación metodológica como una farsa y concluyendo que tales acusaciones solo ayudan a deshumanizar la Academia.
Otro ejemplo es el del economista ecuatoriano y Doctor en Economía por la Universidad Grenoble-Alpes, Pablo Dávalos, que cuestiona el análisis de las tres autoras en un artículo de opinión titulado "El caso de Boaventura de Souza Santos: una vindicta pública que necesita ser deconstruida".
O el artículo de Daniel Nina, Doctor en Filosofía en Derecho y Teoría Social, Máster en Derecho Internacional y Comparado y Profesor de las universidades de Puerto Rico Aguadilla o de la Universidad Privada de Santa Cruz  de Bolivia, en el que describe la acusaciones recibidas por el profesor Boaventura de Sousa Santos como un ejemplo de "lawfare", y la califica como una "acusación infundada" con un único efecto: "invisibilizar la voz, presencia e intelecto de Boaventura de Sousa Santos". 
Por su parte, la editorial Routledge suspende la venta del libro "Conducta sexual inapropiada en la academia" en julio de 2023, manifestando en su página web lo siguiente: "Este contenido no está disponible temporalmente ya que está en revisión”. De este hecho se hace eco también el diario Público en su artículo Disse “científico”?!, escrito por Graça Capinha. En septiembre de 2023, el capítulo de los tres autores fue suprimido definitivamente por Routledge, que hizo retirar todos los libros que aún no se habían vendido.
Tras las declaraciones anteriores, la diputada brasileña Bella Gonçalves, exalumna del centro de investigación CES, denunció haber sufrido acoso sexual por parte de Boaventura durante su doctorado en Portugal de 2013 a 2014 cuando ella tenía 26 años. Después de regresar a Brasil, dice la exalumna, recibió un correo electrónico de Boaventura de Sousa Santos, en el que el profesor se disculpó por su comportamiento, excusándose diciendo que se había enamorado de ella.
La activista de izquierda indígena argentina Moira Ivana Millán ya había contado en un programa de radio argentino sobre un episodio de acoso al que fue sometida en Coimbra, Portugal, en 2010, por parte del sociólogo Boaventura de Sousa Santos, acusándolo de conductas morales y sexuales. En junio de 2022, durante un encuentro de mujeres indígenas en México, también habló sobre la agresión sexual de Boaventura de Sousa Santos. Moira Ivana Millán dijo que le aconsejaron no hablar del tema para no parecer que estaba jugando "el juego de la derecha".
Ante estas acusaciones, Boaventura de Sousa Santos divulgó una serie de pruebas incluyendo correos electrónicos con Moira Millán en forma de desmentido en el que niega las acusaciones y expresa su versión de los hechos, poniéndose a disposición de cualquier investigación que se desee abrir e instando en varias ocasiones a que se cree la comisión que esclarezca los hechos cuanto antes.
En abril de 2023, Boaventura decide auto suspender sus funciones en el CES para facilitar las investigaciones. Además, en julio de 2024, se puso a disposición del Ministerio Público portugués para solicitarle que le constituya como investigado y así poder demostrar su inocencia ante un órgano judicial. El diario digital español Público comunicó al equipo del profesor que deja en suspenso su colaboración con él. 
Por otro lado, más de 80 personalidades de reputado prestigio, investigadores/as, docentes y personas del mundo académico, como el Premio Nobel de la Paz, Adolfo Pérez Esquivel, firmaron un manifiesto de apoyo y defensa de Boaventura de Sousa Santos, quien, según expresan, "está sufriendo una campaña de desprestigio basada en acusaciones no demostradas".
Además, de Sousa escribe un artículo de opinión que publican distintos medios en el que muestra una autocrítica al respecto de los acontecimientos que se describen en las acusaciones, poniendo en valor su constante lucha por la igualdad a lo largo de su trayectoria y manifestando nuevamente su disposición a que se abra cualquier investigación que permita esclarecer los hechos.
Por su parte, Luis Nassif, periodista brasileño, analiza el caso y expresa su apoyo también a Boaventura de Sousa Santos en su artículo "Boaventura e os justiceiros da legalidade".

## Algunas obras publicadas
- 1991: Estado, Derecho y Luchas Sociales.
- 1998: Reinventar la democracia, reinventar el Estado. 1998. Lisboa.
- 1998: La globalización del derecho: los nuevos caminos de la regulación y la emancipación. Bogotá: ILSA, Ediciones Universidad Nacional de Colombia.
- 1998: De la mano de Alicia. Lo Social y lo político en la postmodernidad. Bogotá: Siglo del Hombre Editores y Universidad de los Andes.
- 2000: Crítica de la Razón Indolente. Contra el desperdicio de la experiencia. Bilbao: Editora Desclée de Brouwer.
- 2004: Democracia y participación: El ejemplo del presupuesto participativo de Porto Alegre. México: Quito: Abya-yala. ISBN 9681672550
- 2004: Democratizar la democracia: Los caminos de la democracia participativa. México: F.C.E. ISBN 9681672550
- 2004: Escrita INKZ. Anti-manifesto para uma arte incapaz. Río de Janeiro: Aeroplano.
- 2005: Foro Social Mundial. Manual de Uso. Barcelona: Icaria.
- 2005: El milenio huérfano: ensayo para una nueva cultura política. Madrid: Trotta. ISBN 9788481647501
- 2005: La universidad en el siglo XXI. Para una reforma democrática y emancipadora de la universidad (con Naomar de Almeida Filho). Miño y Dávila Editores.
- 2006 : The Heterogeneous State and Legal Pluralism in Mozambique, Law & Society Review, 40, 1: 39-75.
- 2007: La Reinvención del Estado y el Estado Plurinacional. Cochabamba: Alianza Internacional CENDA-CEJIS-CEDIB, Bolivia
- 2007: El derecho y la globalización desde abajo. Hacia una legalidad cosmopolita. Con Rodríguez Garavito, César A. (Eds.), Barcelona: Univ. Autónoma Metropolitan de México / Anthropos. ISBN 9788476588345
- 2008: Conocer desde el Sur: Para una cultura política emancipatoria. La Paz: Plural Editores.
- 2008: Reiventar la democracia, reinventar el estado. España: Sequitur.
- 2009: Sociología Jurídica crítica: Para un nuevo sentido común del derecho. Madrid: Trotta. ISBN 9788481649833
- 2009: Pensar el estado y la sociedad: Desafíos actuales. Argentina: Hydra Books. ISBN 9789872517816
- 2009: Una epistemología del SUR. Con María Paula (Eds.) México: Siglo XXI Editores.
- 2010: Refundación del estado en América Latina: Perspectivas desde una epistemología del sur. México: Siglo XXI Editores. ISBN 9786070302428
- 2010: Descolonizar el saber, reinventar el poder. Uruguay: Trilce Editorial. ISBN 978-9974-32-546-3
- 2011: Para descolonizar el occidente. Más allá del pensamiento abismal. San Cristóbal de las Casas, Chiapas: Editorial Cideci Unitierra.
- 2011: Derecho y emancipación. Quito: Corte Constitucional para el Período de Transición.
- 2012: De las dualidades a las ecologías. La Paz: REMTE-Red Boliviana de Mujeres Transformando la Economía.
- 2014: Derechos humanos, democracia y desarrollo. Bogotá: Centro de Estudios de Derecho, Justicia y Sociedad, Dejusticia.
- 2014: Democracia al borde del caos. Ensayo contra la autoflagelación. Bogotá: Siglo Del Hombre Editores/Siglo XXI Editores.
- 2014: Si Dios fuese un activista de los derechos humanos. Madrid: Editorial Trotta.
- 2014: Espistemologías del Sur (perspectivas). Coautoría Maria Paula Meneses. Editorial Akal ISBN 978-84-460-3955-6
- 2015: Revueltas de indignación y otras conversas. La Paz: OXFAM; CIDES-UMSA; Ministerio de Autonomías.
- 2016: La difícil democracia. Una mirada desde la periferia Europea Editorial Akal.
- 2017: Las bifurcaciones del orden. Revolución, ciudad, campo e indignación. Madrid: Trotta. ISBN 978-84-9879-728-2
- 2017: Demodiversidad. Imaginar Nuevas Posibilidades Democráticas. Coautoría José Manuel Mendes. Madrid: Akal. ISBN 978-607-97537-5-7
- 2017: Justicia entre Saberes: Epistemologías del sur contra el Epistemicidio. Madrid: Morata.
- 2018: ¡Izquierdas del mundo, uníos! Barcelona: Icaria. ISBN 978-84-9888-875-1
- 2018: Construyendo las Epistemologías del Sur. Antología Esencial (dos volúmenes). Buenos Aires: CLACSO. ISBN 978-987-722-364-4
- 2019: El fin del imperio cognitivo. La afirmación de las epistemologías del Sur. Madrid: Trotta. ISBN  978-84-9879-780-0
- 2019: El pluriverso de los derechos humanos. La diversidad de las luchas por la dignidad. Coautoría Bruno Sena. Madrid: Akal. ISBN 978-607-98185-6-2
- 2019: Aprendizajes globales. Descolonizar, desmercantilizar y despatriarcalizar desde epistemologías del Sur. Coautoría Antoni Aguiló. Barcelona: Icaria. ISBN 978-84-9888-874-4.
- 2020: Conocimientos nacidos en las luchas. Construyendo las epistemologías del sur. Coautoría Maria Paula Meneses. Madrid: Akal. ISBN 978-607-8683-38-3
- 2020: En el taller de sociólogo artesano. Madrid: Morata. ISBN  978-84-7112-987-1
- 2020: La cruel pedagogía del virus. Traducción de Paula Vasile. Buenos Aires: CLACSO. ISBN 978-987-722-599-0
- 2021: El futuro comienza ahora. De la pandemia a la utopía. Madrid: Akal. ISBN 978-84-460-4976-0
- 2021: Descolonizando el constitucionalismo. Más allá de promesas falsas o imposibles. Coautoría Sara Araújo y Orlando Aragón Andrade. Madrid: Akal. ISBN 978-607-8683-59-8
- 2022: Economías del Buen Vivir. Contra el desperdicio de las experiencias. Coautoría Teresa Cunha. Madrid: Akal. ISBN 978-607-8683-97-0

## Premios y distinciones
- 1994 - Premio Pen Club Português 1994 (Ensayo).
- 1996 - Gran Oficial de la Orden Militar de Sant'Iago da Espada, Portugal.
- 1996 - Título de Ciudadano Paulista, de la Prefectura de São Paulo (Brasil)
- 1996 - Gran Oficial de la Orden de Rio Branco, Brasil.
- 1996 - Premio Gulbenkian de Ciencia 1996.
- 2001 - Premio Jabuti - Área de Ciencias Humanas e Educación, Brasil.
- 2005 - Premio “Reconocimiento al Mérito”, concedido por la Universidad Veracruzana, México.
- 2006 - Premio de Ensayo Ezequiel Martínez Estrada 2006, da Casa de las Américas, Cuba.
- 2007 - Mención honrosa del "Premio Libertador al Pensamiento Crítico - *2006", Venezuela.
- 2009 - Premio Adam Podgórecki, Asociación Internacional de Sociología.
- 2010 - Premio Nacional de Ciencia y Tecnología, México.
- 2012 - Doctor honoris causa por la Universidad de Brasilia, Brasil.
- 2013 - Premio Nacional de Poesía Vila de Fânzeres, por la obra "Pomada em Pó", Portugal.
- 2014 - Doctor honoris causa por la Universidade Federal de Sergipe, Brasil.
- 2014 - Doctor honoris causa por la Universidade Federal de Mato Grosso, Brasil
- 2016 - Título de Ciudadano de Porto Alegre, concedido por el Ayuntamiento de Porto Alegre, Brasil.
- 2016 - Doctor honoris causa por la Universidad de Córdoba, Argentina.[44]
- 2016 - Doctor honoris causa por la Universidad de La Plata, Buenos Aires, Argentina.[45]
- 2017 - Doctor honoris causa por la Universidad Iberoamericana Ciudad de México, México.
- 2018 - Doctor honoris causa por la Universidade da Coruña
- 2019 - Doctor honoris causa por la Universidad de Costa Rica
- 2022 - Doctor honoris causa por la Universidad Nacional de Tres de Febrero[46]